# Brad Katona
Brad Katona (Winnipeg, Manitoba; 12 de diciembre de 1991) es un artista marcial mixto canadiense que compite en la división de peso gallo en Ultimate Fighting Championship (UFC). Es un ex campeón de peso gallo de Brave CF. También es el único luchador en ganar The Ultimate Fighter dos veces, ganando el torneo de peso pluma The Ultimate Fighter 27 y el torneo de peso gallo The Ultimate Fighter 31.

## Primeros años
Katona nació en Winnipeg, Manitoba. Comenzó a entrenar en kárate a la edad de cinco años y obtuvo su Cinturón negro (karate) a la edad de 14. Katona se graduó en Dakota Collegiate, donde compitió en lucha libre.
Comenzó con el jiu-jitsu brasileño en la Academia de Artes Marciales Mixtas de Winnipeg. En 2011, Katona luchó y ganó en el campeonato canadiense de los Guantes de Oro y en el Campeonato Mundial de Ringside en Kansas City, Misuri.
Obtuvo una licenciatura en ingeniería mecánica de la Universidad de Manitoba. 

## Carrera de artes marciales mixtas

### Carrera temprana
Katona comenzó a competir en artes marciales mixtas en 2010 obteniendo un récord amateur de 3-0. Después de convertirse en profesional, compitió en promociones más pequeñas, ganándose un récord invicto de 6-0. Katona obtuvo un título como ingeniero mecánico antes de decidir centrarse completamente en su carrera de MMA en 2016. En 2017, se mudó a Dublín para entrenar con Straight Blast Gym Ireland bajo la dirección del entrenador John Kavanagh. 

### The Ultimate Fighter: Undefeated
En noviembre de 2017, se anunció que Katona sería miembro del elenco de The Ultimate Fighter: Undefeated compitiendo en el torneo de peso pluma. En el programa, Katona derrotó por primera vez a Kyler Phillips por decisión mayoritaria  y en las semifinales derrotó a Bryce Mitchell mediante sumisión en el tercer asalto (estrangulamiento por detrás). Katona luego ganó la final contra Jay Cucciniello por decisión unánime en The Ultimate Fighter 27 Finale. Al hacerlo, se convirtió en el tercer canadiense en la historia del programa en ganar el torneo y también es el primer canadiense en ganar la competencia fuera del formato de torneo TUF: Nations.

### Ultimate Fighting Championship
Al regresar al peso gallo, Katona se enfrentó a Matthew Lopez en una pelea el 8 de diciembre de 2018 en UFC 231. Ganó la pelea por decisión unánime.
Katona se enfrentó a continuación a Merab Dvalishvili el 4 de mayo de 2019 en UFC on ESPN+ 9 en Ottawa, Ontario, Canadá. Katona perdería la pelea por decisión unánime.
Katona se enfrentó a Hunter Azure el 14 de septiembre de 2019 en UFC Fight Night: Cowboy vs. Gaethje. A pesar de los momentos de éxito, Katona perdería la pelea por decisión unánime.
Katona fue liberado por UFC el 11 de febrero de 2020. Después de terminar 2-2 en la promoción. 

### Brave Combat Federation
En septiembre de 2020, se informó que Katona firmó con Elite MMA Championship (EMC) y estaba programado para enfrentarse a Stipe Brčić el 31 de octubre de 2020, en el evento coprincipal de EMC 6. Sin embargo, el evento fue pospuesto. debido a la pandemia de COVID-19.
Katona se enfrentó a Borislav Nikolić el 1 de abril de 2021 en Brave CF 50. En los pesajes, Katona superó en 1,1 libras (0,5 kg) el límite de peso gallo y fue multado con un porcentaje de su bolsa que fue a parar a su oponente. Ganó por guillotina en la tercera ronda.
Katona se enfrentó a Bair Shtepin el 21 de agosto de 2021 en Brave CF 53. Ganó la pelea por decisión unánime.
Katona derrotó a Hamza Kooheji el 11 de marzo de 2022 en Brave CF 57 por el vacante Campeonato de peso gallo BRAVE CF.

### The Ultimate Fighter 31
En marzo de 2023, se anunció que Katona haría su segunda aparición en The Ultimate Fighter, peleando en la división de peso gallo.
Fue seleccionado como parte del equipo Chandler. En cuartos de final Katona se enfrentó a Carlos Vera y ganó la pelea por decisión unánime. the fight via unanimous decision. Cambió al equipo McGregor en las semifinales.
En la ronda semifinal, Katona se enfrentó a su excompañero de equipo Timur Valiev y ganó la pelea por decisión dividida.
Katona se enfrentó a su excompañero Cody Gibson en la final del torneo el 19 de agosto de 2023 en UFC 292. Ganó la pelea por decisión unánime para ganar el torneo y convertirse en el único luchador de TUF en ganar dos veces. La pelea también ganó el premio Pelea de la Noche.

### Regreso a UFC
Katona enfrentó a Garrett Armfield el 20 de enero de 2024 en UFC 297. Perdió la pelea por decisión unánime. 
Katona enfrentó a Jesse Butler el 8 de junio de 2024 en UFC on ESPN 57. Ganó la pelea por decisión unánime.
Katona se enfrentó a Jean Matsumoto el 19 de octubre de 2024 en UFC Fight Night 245. Perdió la pelea por decisión unánime.

## Campeonatos y logros
- Ultimate Fighting Championship
  - Ganador del torneo de peso pluma The Ultimate Fighter 27 [4]
  - Ganador del torneo de peso gallo The Ultimate Fighter 31
    - Primer y único dos veces ganador de The Ultimate Fighter

  - Pelea de la noche (una vez) vs. Cody Gibson [34]

- Brave Combat Federation
  - Campeonato de peso gallo BRAVE CF (una vez)
    - Una defensa exitosa del título

## Récord de artes marciales mixtas
| Récord profesional | Récord profesional | Récord profesional |
| 19 peleas          | 15 victorias       | 4 derrotas         |
| ------------------ | ------------------ | ------------------ |
| Nocaut             | 1                  | 0                  |
| Sumisión           | 4                  | 0                  |
| Decision           | 10                 | 4                  |
| Empate             | 0                  | 0                  |

| Resultado | Récord | Oponente          | Método                      | Evento                                  | Fecha                    | Ronda | Tiempo | Localización                | Notas                                                                    |
| --------- | ------ | ----------------- | --------------------------- | --------------------------------------- | ------------------------ | ----- | ------ | --------------------------- | ------------------------------------------------------------------------ |
| Derrota   | 15–4   | Jean Matsumoto    | Decisión (Unánime)          | UFC Fight Night: Hernandez vs. Pereira  | 19 de octubre de 2024    | 3     | 5:00   | Las Vegas, Nevada           |                                                                          |
| Victoria  | 15–3   | Jesse Butler      | Decisión (unánime)          | UFC on ESPN: Cannonier vs. Imavov       | 8 de junio de 2024       | 3     | 5:00   | Louisville, Kentucky        |                                                                          |
| Derrota   | 14–3   | Garrett Armfield  | Decisión (Unánime)          | UFC 297                                 | 20 de enero de 2024      | 3     | 5:00   | Toronto, Ontario            |                                                                          |
| Victoria  | 14–2   | Cody Gibson       | Decisión (Unánime)          | UFC 292                                 | 19 de agosto de 2023     | 3     | 5:00   | Boston, Massachusetts       | Ganó el torneo de peso gallo The Ultimate Fighter 31. Pelea de la noche. |
| Victoria  | 13–2   | Gamzat Magomedov  | Decisión (dividida)         | Brave CF 63                             | 19 de octubre de 2022    | 5     | 5:00   | Isa Town                    | Defendiendo el Campeonato de Peso Gallo BRAVE CF                         |
| Victoria  | 12–2   | Hamza Kooheji     | Decisión (dividida)         | Brave CF 57                             | 11 de marzo de 2022      | 5     | 5:00   | Isa Town                    | Ganó el vacante Campeonato de Peso Gallo BRAVE CF                        |
| Victoria  | 11–2   | Borislav Nikolić  | Decisión (unánime)          | Brave CF 53                             | 21 de agosto de 2021     | 3     | 5:00   | Almaty,                     |                                                                          |
| Victoria  | 10–2   | Borislav Nikolić  | Sumision (guillotine choke) | Brave CF 50                             | 1 de abril de 2021       | 3     | 0:40   | Arad,                       |                                                                          |
| Derrota   | 9–2    | Hunter Azure      | Decisión (unánime)          | UFC Fight Night: Cowboy vs. Gaethje     | 14 de septiembre de 2019 | 3     | 5:00   | Vancouver, British Columbia |                                                                          |
| Derrota   | 9-1    | Merab Dvalishvili | Decisión (unánime)          | UFC Fight Night: Iaquinta vs. Cowboy    | 4 de mayo de 2019        | 3     | 5:00   | Ottawa, Ontario             |                                                                          |
| Victoria  | 9–0    | Matthew Lopez     | Decisión (unánime)          | UFC 231                                 | 8 de diciembre de 2018   | 3     | 5:00   | Toronto, Ontario            | Regreso al peso gallo.                                                   |
| Victoria  | 8–0    | Jay Cucciniello   | Decisión (unánime)          | The Ultimate Fighter: Undefeated Finale | 6 de julio de 2018       | 3     | 5:00   | Las Vegas, Nevada           | Ganó el torneo de peso pluma The Ultimate Fighter 27.                    |
| Victoria  | 7-0    | Bryce Mitchell    | Sumisión (rear-naked choke) | The Ultimate Fighter 27: Semifinal      | 20 de junio de 2018      | 3     | 4:17   | Las Vegas, Nevada           | Pelea en peso pluma.                                                     |
| Victoria  | 6–0    | Stephen Cervantes | Decisión (unánime)          | Mercenary Combat League 1               | 16 de agosto de 2017     | 3     | 5:00   | Winnipeg, Manitoba          |                                                                          |
| Victoria  | 5–0    | Austin Ryan       | Sumision (kneebar)          | XFFC 13: Future Stars                   | 3 de febrero de 2017     | 3     | 5:00   | Grande Prairie, Alberta     | Regreso al peso gallo.                                                   |
| Victoria  | 4–0    | Patrick Ward      | Decisión (Unánime)          | Havoc FC 11                             | 2 de diciembre de 2016   | 3     | 5:00   | Red Deer, Alberta           | Debut al peso pluma.                                                     |
| Victoria  | 3–0    | Josh Rich         | Sumision (guillotine choke) | Prestige FC 2                           | 12 de marzo de 2016      | 3     | 5:00   | Regina, Saskatchewan        | Regreso al peso gallo.                                                   |
| Victoria  | 2–0    | Myles Anderson    | Sumision (guillotine choke) | Prestige FC 1                           | 24 de septiembre de 2015 | 1     | 3:12   | Weyburn, Saskatchewan       | Debut en peso ligero.                                                    |
| Victoria  | 1–0    | Michael Hay       | KO (puñetazo)               | MFC 41: All In                          | 3 de septiembre de 2014  | 1     | 2:47   | Edmonton, Alberta           | Debut en peso gallo.                                                     |